# Friedhof Pankow IX

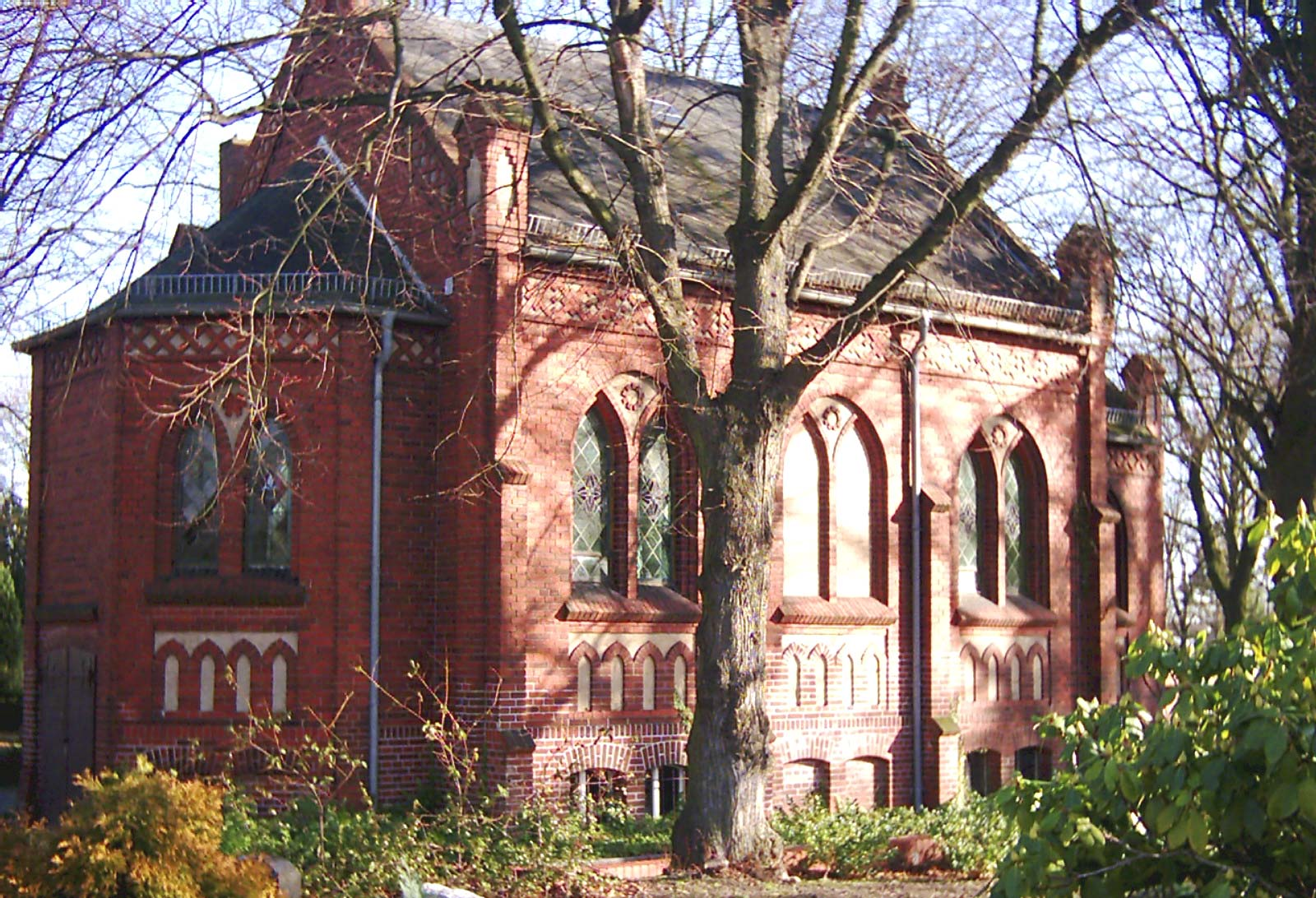
Feierhalle auf Friedhof IX – Seitenwand

Der Friedhof Pankow IX (als Alleequartierfriedhof angelegt) ist ein landeseigener Friedhof im Berliner Ortsteil Französisch-Buchholz. Er liegt zwischen der Mühlenstraße und dem Krugpfuhlweg und erstreckt sich vom Navarraplatz 400 Meter bis an die Kleingartenanlage. Beide Eingänge befinden sich am Rosenthaler Weg. Der Friedhof hat eine Gesamtfläche von 36.400 m². Berliner Friedhöfe sind durch die historische Entwicklung der Stadt zahlreich und über das Stadtgebiet verteilt.

## Geschichte
Die ersten Siedler hatten einen Anger mit Kirche und nahebei einen Friedhof eingerichtet, der auch der Begräbnisplatz der Gemeinde der Hugenotten in Französisch-Buchholz war. Da man bereits bei drei Fuß auf Grundwasser stieß, wandte sich der Ortsvorstand 1870 an das Königliche Domänenamt Mühlenhof, um einen neuen Begräbnisplatz am Wege zur Mühle anzulegen. Am 30. April 1870 wurde der neue Friedhof an der Mühlenstraße genehmigt. Der Ortsvorsteher Heinrich Guyot kaufte im Oktober 1871 dem Bauern Heinrich Guyot das benötigte Land ab. Kurz danach fanden die ersten Beisetzungen statt. Die Friedhofskapelle wurde 1893 erbaut. Die Gemeinde beschloss am 18. Januar 1909 den Bau einer Leichenhalle. Sie wurde 1910 zur Nutzung freigegeben.
Um 1913 bestanden Pläne einen nördlichen Zentralfriedhofes für Berlin im Raum Buch oder Karow zu schaffen. Durch den Ersten Weltkrieg und die danach einsetzende Inflation, verhinderte die bis 1925 anhaltende Geldnot der öffentlichen Hand eine solche Anlage, wie sie in Friedrichsfelde und Staaken bestehen.
1891 wurde der alte Friedhof geschlossen. An dieser Stelle wurde nach 1945 ein Friedhof für gefallene sowjetische Soldaten eingerichtet.
1899 erfolgte eine Erweiterung der Friedhofsfläche. Um 1950 erfolgte nochmals eine Erweiterung. Der Friedhof liegt heute entlang von Siedlungshäusern unweit der neuen Wohngebiete von Neu-Karow.
Die Friedhofskapelle steht seit 2000 auf der Pankower Denkmalliste.

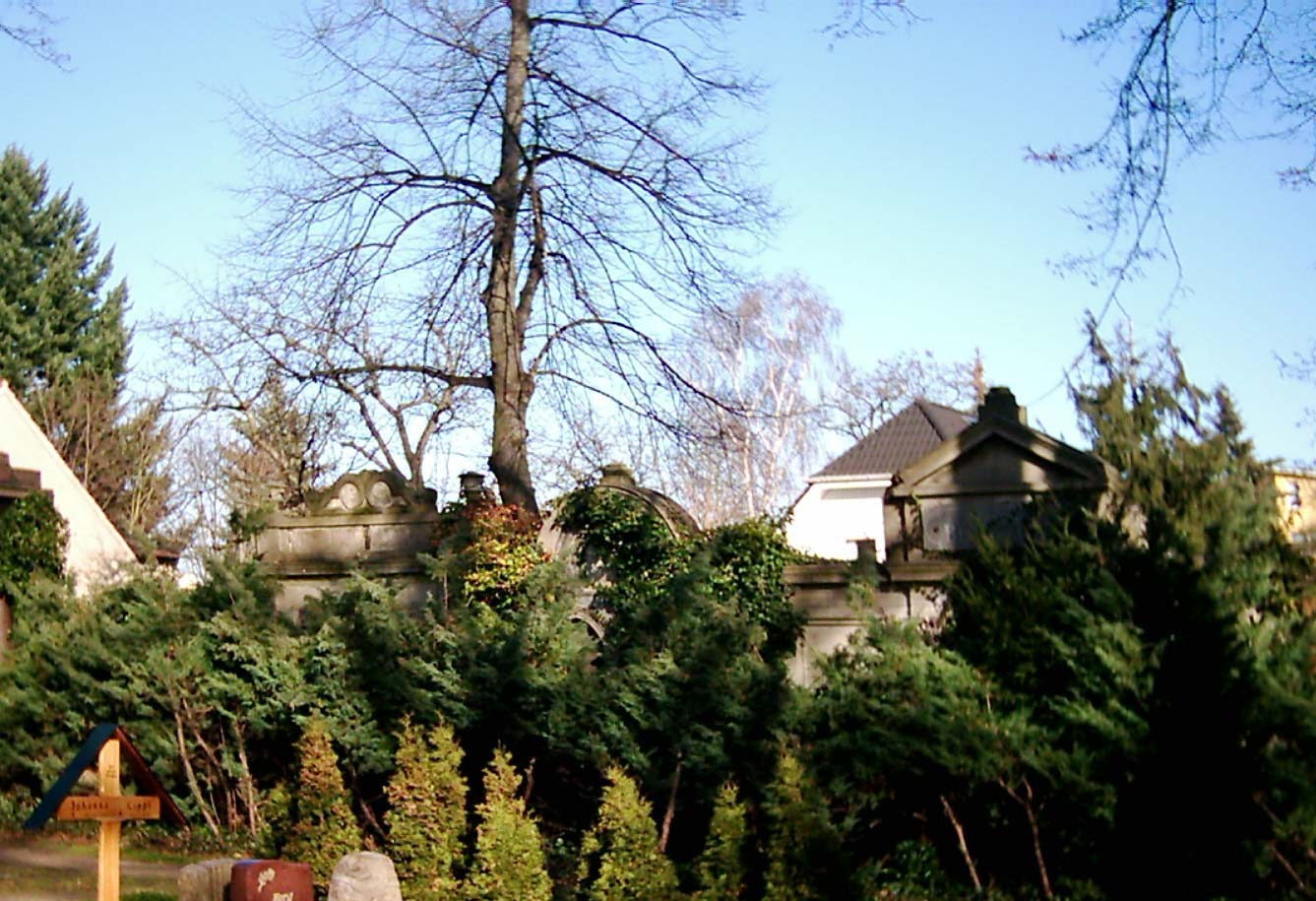
Die derzeit nicht aktive verdeckte Erbbegräbniswand

Im hinteren Teil des Friedhofs ist vor wenigen Jahren eine weitläufige Anlage für anonyme Bestattungen unter Bäumen geschaffen worden. Der Bedarf an Friedhofsfläche in Berlin sinkt und darum wurde im Mai 2008 die Teilschließung von pietätsunbefangenen Flächen im hinteren ungenutzten Teil beschlossen. Die Flächen besitzen damit keine Sperrfrist wie für Begräbnisflächen notwendig und werden auf den Status „kurzfristig Nutzung als Grasflächen“ umgestellt. So verringert sich die Fläche des Friedhofes um 0,04 ha.
Die vorhandenen Erbbegräbnisstätten der hugenottischen Familien gehören zu den erhaltenen Stellen der Ortsgeschichte von Französisch Buchholz. Bei Bauarbeiten im Jahr 2020 wurde in diesen Bestand eingegriffen, was zu Protesten führte. Daraufhin wurde die Sanierung und Restaurierung dieses Friedhofteils durch die BVV Pankow beschlossen.

## Grabstätten bekannter Persönlichkeiten
Entsprechend der Gründung des Ortes als Ansiedlung von Hugenotten durch den Kurfürsten sind insbesondere Hugenottenfamilien wie Chartron, Guyot und Matthieu hier bestattet.

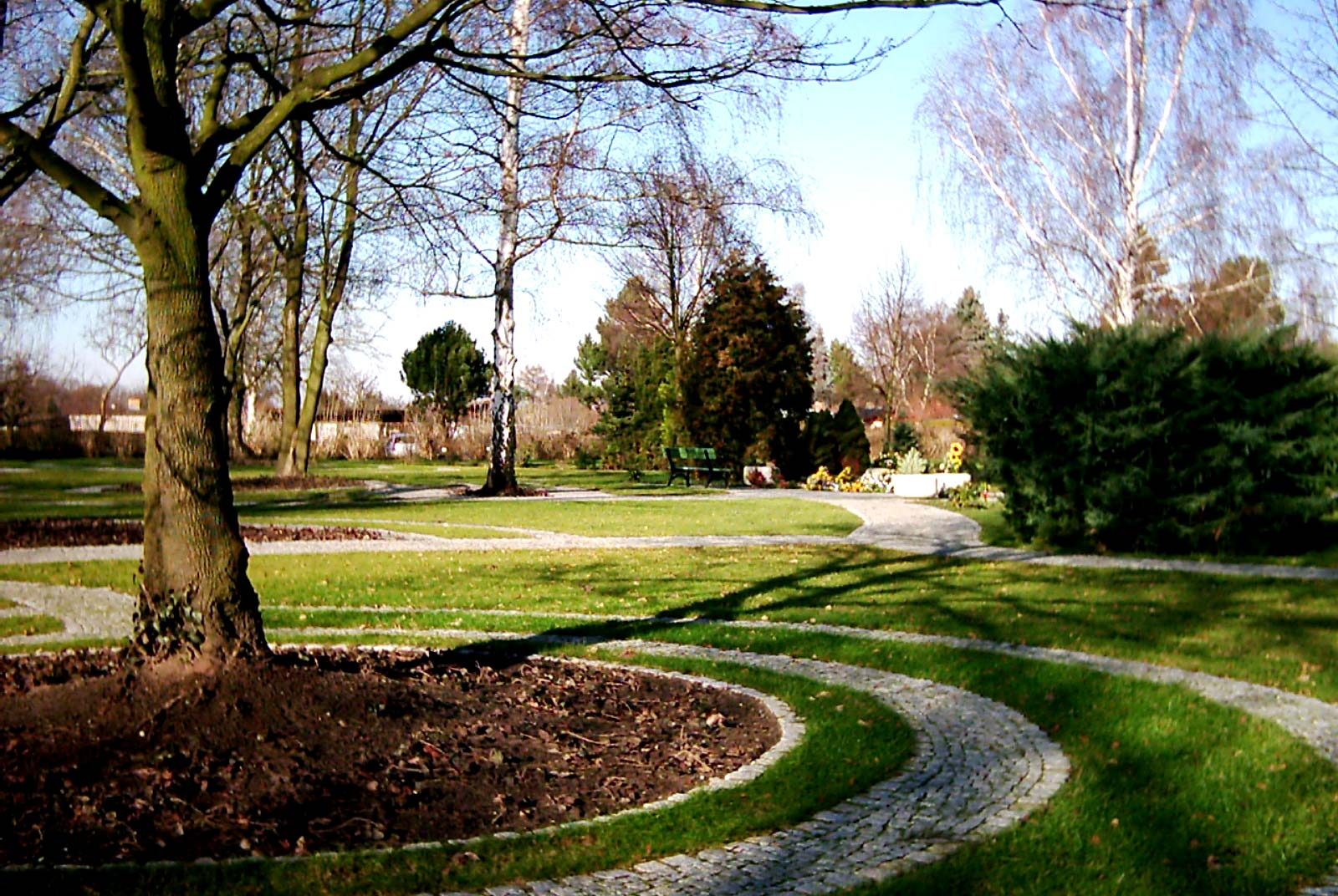
Die großzügige Urnengemeinschaftsanlage im hinteren Teil des Friedhofs Pankow IX

Von Familien, die über Generationen hier ansässig waren: Grunow, Ewest, Schultze, Pluntz, Blankenburg, Bock zeugen die Erbbegräbnisse auf diesem Friedhof. Die Erbbegräbniswand an der Mühlenstraße wird allerdings nicht aktiv genutzt, so verbergen sich die Familiengräber hinter Buschwerk einer Nadelholzpflanzung.
Die Grabanlagen geben Auskunft, dass sich hier eine begüterte Gemeinde befindet.
- Julius Ehmke als „Jule und Bubi“ (1932–2001), Akrobat-Clown (Abteilung 24U-91)
- Armin Kämpf (1926–2007), Schauspieler (Abteilung 7–28)
- Martin Ritzmann (1919–1984), Kammersänger (Abteilung 1–74)
- Martin Rockel (1928–2003), Professor der Keltologie an der Humboldtuniversität (Abteilung 5U-98)
- Bärbel Wachholz (Kämpf) (1938–1984), Sängerin (Abteilung 7–28) Antrag auf Ehrengrab gestellt
- Alfred Wolf (Künstlername King Repp[5]) (1898–1968), Varietékünstler (Abteilung 2U-58)